# Eridio Bonardi
Eridio Bonardi (Brescia, 17 giugno 1903 – Brescia, 15 agosto 1975) è stato un calciatore italiano, di ruolo centrocampista.

## Caratteristiche tecniche
Era un centrocampista veloce dotato di un "passo doppio" ubriacante.

## Carriera
Cresce nel Brescia, con la cui maglia nella stagione 1921-1922 debutta in Prima Divisione (la massima serie dell'epoca) militandovi per sei anni, nei quali ottiene 113 presenze e realizza 31 reti. Fa il suo esordio con le rondinelle il 9 ottobre 1921 in Brescia-Legnano (1-1). È rimasta celebre la sua rete segnata a Torino il 21 ottobre 1923, che ha permesso al Brescia di battere la Juventus sul suo campo.
Nel 1927 Bonardi passa tra i cadetti all'Atalanta, squadra con la quale conferma la vena realizzativa, mettendo a segno 12 reti e ottenendo la promozione nella massima serie.
Dopo un biennio con i bergamaschi viene acquistato dal Milan, con cui disputa un anno con la formazione riserve; a fine stagione viene posto in lista di trasferimento.
Negli anni seguenti si trasferisce prima alla Comense (due anni tra Prima divisione e Serie B), per poi fare ritorno al Brescia (un anno con la squadra riserve) e concludere la carriera con l'Orceana in Prima Divisione, la terza serie dell'epoca.

## Palmarès

### Club

#### Competizioni nazionali
- Prima Divisione: 1

Atalanta: 1927-1928
Comense: 1930-1931